# Ngeremlengui
Ngeremlengui también escrito como Ngaremlengui es uno de los dieciséis estados de las islas Palaos. Está en el lado occidental de Babeldaob, que es la isla más grande en islas Palaos y justo al oeste del estado de Melekeok. Tiene una extensión de 65 km² y una población de 317 habitantes (en 2005).

## Geografía
La capital del estado de Ngeremlengui es Imeong. Ngeremlengui se encuentra en el lado occidental de la isla de Babeldaob,  siendo Ngarelemgui el más grande de los dieciséis estados de Palaos en términos de superficie terrestre con un área de aproximadamente 65 kilómetros cuadrados. El monte Ngerchelchuus es el punto más alto de la República de Palaos y se encuentra en la frontera de los estados de Ngardmau y Ngeremlengui.

## Política y Gobierno
El estado de Ngeremlengui, con una población de menos de 400 habitantes, tiene un director ejecutivo electo, llanado gobernador. El estado también tiene una legislatura elegida cada cuatro años. La población del estado elige a uno de los miembros de la Cámara de Delegados de Palau.

## Educación
El Ministerio de Educación opera diversas escuelas públicas.
La escuela primaria de Ngeremlengui abrió sus puertas en 1945. Su edificio permanente se estableció alrededor de 1946.
La escuela secundaria Palau en Koror es la única escuela secundaria pública del país, por lo que los niños de esta comunidad van allí.